# 致死的疾病
《致死的疾病》（丹麦语：Sygdommen til Døden；英文：The sickness unto death），是丹麦思想家、哲学家、神学家克尔凯郭尔用假名安提-克里马库斯（Anti-Climacus）发表的思想著作，于一八四九年七月三十日在丹麦哥本哈根出版。书中所说的“致死的疾病”喻指绝望，这本书系统的讨论了自我、实现自我和绝望、信仰之间的关系。这本书不仅对唤醒人的自我意识，启发人认识自我、成为自我有着重要意义，也对后世的存在主义思想有着深远影响。

## 背景
《致死的疾病》这一书名来自《圣经》约翰福音第十一章第四节：“耶穌聽見就說、這病不至於死、乃是為神的榮耀、叫神的兒子因此得榮耀。”该书的成书时间於丹麦国王弗雷德里克七世放弃绝对君主制并实行君主立宪制的改革时期。致死的疾病在克尔凯郭尔的序言中被定义为“绝望”，而死被定义为“最严重的精神上的糟糕状态”。

## 内容提要

### 第一部分：绝望是致死的疾病
在书的开篇，作者就对“我”做了定义: “我是把自我联系到自我的关联 ( The self is a relation relates itself to itself )”。这句话中的第一个“自我”是指现实的、直接的、表层的自我（first self），第二个“自我”指理想的、应该成为的、深层次的那个自我(deeper self)。这句话中的“我”也不是一个静态的状态，而是一个表层的自我成为深层的自我的动态过程。“我”不能正确地从表层的自我关联到理想的自我，这就是绝望。安提-克里马库斯认为那个深层次的自我是纯精神性的，是有限性和无限性，可能性和必然性的辩证统一。缺少任何一个元素，都是绝望。具体来说：
1. 如果自我缺少有限性，人就会活在抽象或者想象之中。
2. 如果自我缺少无限性，人就会局限在世俗狭小的范围内，不敢成为自己，只能通过模仿别人来生活。
3. 如果自我缺少必然性，人就会在诸多可能性中感到迷茫，陷入虚无，没有归宿感。
4. 如果自我缺少可能性，人就会失去自由，成为宿命论或决定论者。

自我意识与绝望紧密相连，从自我意识程度上说，绝望有三种可能的形式：
1. 没有意识到深层次自我的存在，否认有一个深层次的自我存在（being unconscious in despair of having a self）。这种绝望并不是真正意义上的绝望，也是最没有希望的绝望。
2. 意识到了深层次自我的存在，但不愿意成为那个深层次的自我。
3. 否定那个深层次的自我是上帝建立的，要成为自己建立的那个深层次的自我。

安提-克里马库斯认为绝望是普遍存在的，因为大多数人并没有真正意识到自我的存在，忽视失去自我的危险。一个人真正意识到自己的绝望，恰恰是积极的，是消除绝望的起点。克氏在这一部分，对各式绝望者的心理表现，做了细致、深刻的描述。

### 第二部分：绝望是罪
这一部分在基督神学的背景下探讨绝望和信仰的问题。罪是绝望的高级阶段。作者认为，那个深层次的自我是上帝建立的，以上帝作为衡量一切的标准。“罪”就是知道那个深层次的自我是上帝的建立，而不愿在绝望中成为它；或者，不承认那个深层次的自我是上帝的建立，而要绝望地故意成为自己建立的自我。罪的反面，就是信仰。
作者特别指出，这里说的罪不同于苏格拉底“罪即无知（sin is ignorance）”中的“罪”，有罪的人并非无知，而是明知道上帝建立了深层次的自我，却不愿意成为它。这里说的罪也不同于通常意义上每个人都有的原罪，只有有着极强自我意识的人才可能犯这种罪。全书最后，作者给出了信仰的定义：以上帝为衡量一切的标准，成为上帝建立的深层次的自我。

## 克尔凯郭尔和安提-克里马库斯之间的关系
克尔凯郭尔写了大量的假名著作。假名不同于笔名，它代表作者是站在某个特定的立场去写作，并不完全代表克尔凯郭尔本人的想法。克氏在自己的笔记中说，约翰-克里马库斯（克尔凯郭尔的假名著作《哲学断片》和《最后的非科学附言》的作者）和安提-克里马库斯要许多共同之处，但约翰-克里马库斯境界相对较低，他还不是一个基督徒。而安提-克里马库斯是一个处在高级阶段的基督徒。克尔凯郭尔认为自己的境界介于约翰-克里马库斯和安提-克里马库斯之间。《致死的疾病》可以看作是克尔凯郭尔站在他认为的理想的基督徒的角度上，写的作品。

## 翻译版本

### 英文译本
现在主要有两个英译本。一个是一九八零年由普林斯顿出版社出版的Hong氏夫妇（Howard V. Hong and Edna H. Hong）译本，另一个是1989年由企鹅出版社出版的Alastair Hannay译本。

### 中文译本
原本有兩个中译本。一个是一九九七年由工人出版社出版的张祥龙，王建军译本 （页面存档备份，存于）。一个是一九八零年由上海三联书店出版的《概念恐惧·致死的病症》，翻译者是京不特 （页面存档备份，存于）。二零一七年，商周出版《致死之病：關於造就和覺醒的基督教心理學闡述》，翻譯者為林宏濤。

## 外部連結
- 謝秉德譯: 祁克果的人生哲學 (基督教歷代名著集成) （页面存档备份，存于）